# Andoni Erburu
Andoni Erburu Irisarri (Pamplona, Navarra, 27 de noviembre de  1987) es un actor español, principalmente conocido por coprotagonizar junto a Álvaro Nagore la exitosa película Secretos del corazón, de Montxo Armendáriz.

## Biografía
Alcanzó la fama con solo nueve años gracias a la película Secretos del corazón, de Montxo Armendáriz. También ha trabajado en el cortometraje Jardines deshabitados (2000), de Pablo Malo, y en Silencio roto (2001), también de Armendáriz, así como en televisión, dentro de la serie Goenkale del canal autonómico vasco ETB, y en Clara. Después de esto, en 2002, se retiró completamente del mundo de la actuación para centarse en los estudios, pues, según aseguró años más tarde, «me sentía agobiado, me llegó todo muy de repente. Lo dejé todo, y no tengo intención de retomarlo, ahora mismo estoy muy tranquilo. Pero la gente aún me reconoce.», aseguró en una entrevista. Posteriormente, estudió Ingeniería Técnica Agrícola en la Universidad Pública de Navarra.

## Premios
XII edición de los Premios Goya
| Año  | Película             | Premio                         | Resultado | Nota                                                                 |
| ---- | -------------------- | ------------------------------ | --------- | -------------------------------------------------------------------- |
| 1998 | Secretos del corazón | Goya al mejor actor revelación | Ganador   | Actor más joven en conseguir un Goya en la historia de estos premios |

Premios de la Unión de Actores
| Año  | Película             | Premio                 | Resultado | Nota                                                         |
| ---- | -------------------- | ---------------------- | --------- | ------------------------------------------------------------ |
| 1998 | Secretos del corazón | Mejor Actor Revelación | Ganador   | Actor más joven en conseguirlo en la historia de los Premios |